# Alexander Iwanowitsch Puschkin
Alexander Iwanowitsch Puschkin (russisch Александр Иванович Пушкин; * 7. September 1907 in Mikulino-Gorodischtsche, Gouvernement Twer, Kaiserreich Russland; † 20. März 1970 in Leningrad, Russische SFSR, Sowjetunion) war ein sowjetischer Tänzer und Ballettmeister. Mikhail Baryshnikov und Rudolf Nurejew waren seine Schüler.

## Leben
Puschkin wurde an der privaten Ballettschule von Nikolai Legat ausgebildet. Von 1925 bis 1953 war er Tänzer am Kirow-Ballett in St. Petersburg, wo er viele Hauptrollen des Klassischen Balletts tanzte. Bereits während seiner frühen Karriere als Tänzer begann er mit der Ausbildung und Schulung männlicher Tänzer. Seit den 1940ern bis in die späten 1960er Jahre wurden nahezu alle männlichen Balletttänzer des Kirow-Balletts von ihm ausgebildet. Von 1932 bis 1970 arbeitete er als Lehrer bzw. Leiter an der Leningrader Choreographischen Schule („Vaganowa-Schule“), aus der eine große Zahl hervorragender Tänzer hervorgingen, u. a. Askold Makarow, Michail Baryschnikow, Rudolf Nurejew, Juri Solowjow, Sergei Wikulow und Oleg Winogradow.
Puschkin war mit der baltischen Tänzerin Xenia Jurgenson (1917–1973) verheiratet. Er starb 1970 in Leningrad, sein Grab befindet sich auf dem Friedhof Bolscheochtinskoje in St. Petersburg.

## Auszeichnungen
- 1968: Honored Artist of the RSFSR

## Film
In dem Film The White Crow von Ralph Fiennes, der die dramatische Flucht Nurejews während eines Gastspiels des Mariinski-Balletts in Paris zum Thema hat, spielt Fiennes die Rolle von Nurejews Ballettmeister Alexander Puschkin.